# 러시안 헬리콥터스
JSC 러시안 헬리콥터스(러시아어: Вертолёты России Vertolyoty Rossii[*])는 러시아 모스크바에 본사를 둔 헬리콥터 설계 및 제조 회사이다. 이 회사는 민수 및 군용 헬리콥터를 설계하고 제조한다. 회사의 주요 주주는 로스텍이다. 2012년(21세기 최고 실적) 국방 매출 기준으로 세계 24위의 방위 산업체이며, 러시아에서는 두 번째로 큰 회사이다(알마즈-안테이 다음).

## 역사
이 회사는 2011년 5월 런던 증권거래소에서 기업공개(IPO)를 시도했지만, 예상 가치 20억 달러에 주문 장부를 채우는 데 실패했다.
2011년 러시안 헬리콥터스는 이탈리아 회사 아구스타웨스틀랜드와 러시아에서 아구스타웨스틀랜드 AW139 쌍발 다목적 헬리콥터 생산을 시작하기 위해 합작 회사인 헬리버트(HeliVert)를 설립하기로 합의했다. 생산 공장은 모스크바 지역의 토밀리노에 위치하고 있다.
2016년 이 회사는 13개국 고객에게 189대의 항공기를 납품했다. 같은 해, 우크라이나 기반의 엔진 제조사인 모토르 시치와의 파트너십을 종료했다.
2017년 러시아 직접 투자 펀드 (RDIF)는 주요 중동 펀드로 구성된 컨소시엄을 구성하고 러시안 헬리콥터스(로스텍 국영 기업의 일부)의 소수 지분을 인수하는 계약을 마무리했다. 러시안 헬리콥터스의 가치는 23억 5천만 달러로 추정되었다. 중동 투자자들의 신원은 공개되지 않았다.
거래는 두 단계로 구성된다. 첫 번째 단계는 12% 지분 매각과 3억 달러 투자, 그리고 합의된 후속 투자 잠재적 증가액 6억 달러를 포함한다. 이 거래는 지주 회사의 공인 자본을 증가시킬 것이다. 이는 회사 내에 상당한 양의 자금을 축적하게 될 것이다. 이 자금은 새로운 유형의 헬리콥터 개발을 포함하여 회사의 전략 및 사업 계획 구현에 필요하다. 또한, 이 자금은 지주 회사의 투자 프로그램 실행을 돕고, 지주 회사의 가치를 높이는 것을 목표로 하는 가능한 M&A 활동 및 자본 프로그램을 재정적으로 지원할 것이다. 2018년, 러시아에서 이 회사의 매출은 360억 루블에 달했다.
2020년 아랍에미리트는 VRT500 및 VRT300 개발을 위해 VR 테크놀로지스(VR Technologies) 지분 50%를 인수했다. 2023년 11월 아랍에미리트는 제재 문제를 피하기 위해 러시안 헬리콥터스와의 협력을 해지하고 독자적으로 개발을 계속했다. 아부다비 펀드 또한 제재 문제로 러시안 헬리콥터스와의 파트너십을 종료하고 VRT500 및 VRT300 개발을 중단한다고 발표했다.
2023년 8월 7일, 모회사 로스텍의 CEO 세르게이 체메조프는 러시안 헬리콥터스 홀딩이 2021년에 134대, 2022년에 296대의 헬리콥터를 생산했으며, 이는 국방 명령에 따른 군용 헬리콥터 생산이 두 배로 증가했기 때문이라고 보고했다.

## 제품

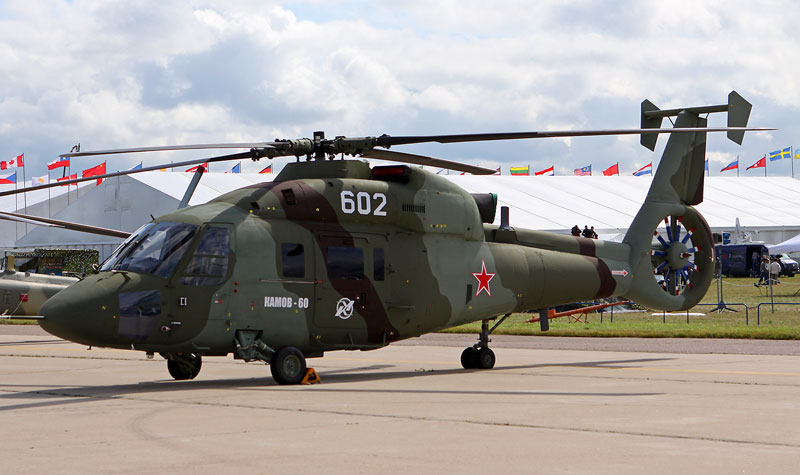
카모프 Ka-60

러시안 헬리콥터스의 제품은 다음과 같다.
- 카모프 Ka-27
- 카모프 Ka-31
- 카모프 Ka-52
- 카모프 Ka-60/62
- 카모프 Ka-226
- 카잔 안사트
- 밀 Mi-8
- 밀 Mi-17
- 밀 Mi-24
- 밀 Mi-26
- 밀 Mi-28
- 밀 Mi-34
- 밀 Mi-38
- 밀 Mi-54
- VRT 300
- VRT 500

5세대 헬리콥터는 현재 개발 중이다.

### 미노가 해군 헬리콥터 프로젝트
2006년 러시아 국방부는 러시아 헬리콥터스에 카모프 Ka-15, Ka-25, Ka-27에 이어 대잠전 등을 수행하는 해군 헬리콥터에 대한 R&D 계약을 체결했다.
그 결과인 미노가(러시아어: Минога) 프로젝트는 그 이후 풍동 테스트를 거쳤으며, 러시아 해군은 2019년 초에 모형을 검사할 예정이며 처녀 비행은 2020년 이후로 계획되어 있다.
이는 동축 반전형일 수 있으며, 2015년에 중단된 고속 민수용 헬리콥터를 위한 밀 Mi-X1과 경쟁했던 2000년대 초 카모프 Ka-92 개념을 기반으로 할 수 있다.
두 개의 380kg (772lb) 클리모프 TV7-117V 터보샤프트 엔진으로 구동되며, 비상 시 3,500-3,750hp, 최대 이륙 중량 시 2,500-3,000hp, 순항 시 1,650hp를 발휘한다. 이 엔진은 이전 모델인 VK-2500과 교체 가능하며, 이는 2015년보다 더 큰 회전익 항공기임을 나타내며, NPO 사투른 RD-600V에 의해 구동된다.
단일 12톤 Ka-27을 수용하는 선박 격납고에 두 대를 보관할 수 있을 만큼 충분히 작아야 한다. 카모프는 4-5톤에서 7-8톤에 이르는 경량 갑판 헬리콥터를 연구했다.
카모프 Ka-52K 카트란은 비행 시험 중이지만 전자 정찰 및 공습에만 국한된다.

## 구조
다음 기업들은 이 회사의 일부이다.
설계자
- 밀 카모프 국립 헬리콥터 설계 센터
  - 밀 모스크바 헬리콥터 공장
  - 카모프 설계국
- VR-테크놀로지스

제조업체
- 울란우데 항공기 공장
- 카잔 헬리콥터스
- 로스트베르톨
- 프로그레스 아르세니예프 항공 회사
- 쿠메르타우 항공기 생산 기업

부품
- 리덕터-PM
- 스투피노 기계 생산 공장

합작 투자
- 헬리버트

## 같이 보기
비교 가능한 주요 헬리콥터 제조사들:
- 아구스타웨스틀랜드
- 에어버스 헬리콥터
- 벨 헬리콥터
- 보잉 로터크래프트 시스템
- MD 헬리콥터스
- 시코르스키 항공